# Лефкара
Лефкара (грч. Λεύκαρα) је насељено место у општини Сервија у периферији Западна Македонија, Грчка. Према попису из 2021. године било је 145 становника.
Према бугарском географу и историчару, Василу Канчову, у Лефкари је 1900. године живело 1.240 Турака. Године 1923. турско становништво је принудно исељено у Турску а на њихово место су насељене грчке избегличке породице, којих је на попису из 1928. године било 707. Село се раније звало Ак Сакли.